# ویلسون فروگات

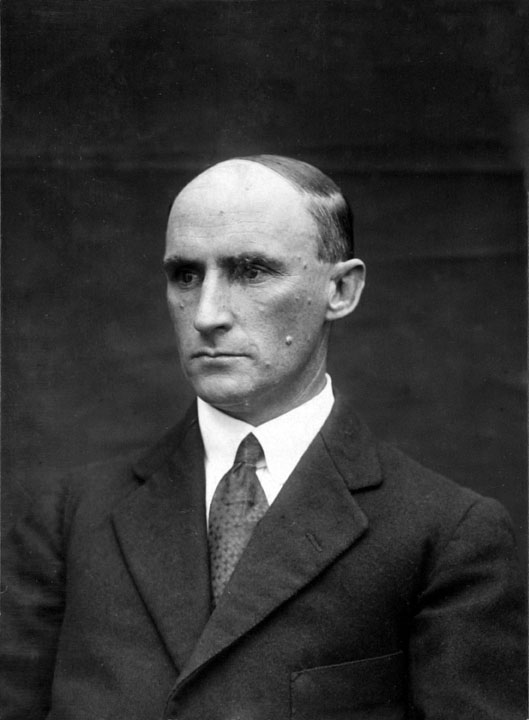
ویلسون فروگات، زمین‌شناس استرالیایی - ۱۹۲۸

ویلسون فروگات (زاده ۱۳ ژوئن ۱۸۵۸ و درگذشته ۱۸ مارس ۱۹۳۷) حشره‌شناس اقتصادی و زمین شناس اهل استرالیا بود.